# 持盾者 (拜占庭帝国)
“持盾者”（希臘語：σκουτέριος）是拜占庭帝国13-14世纪存在的宫廷头衔，其职责是手持皇帝的个人旗帜迪维里翁（διβέλλιον）。

## 历史与功能
这一头衔很少在历史记载中出现，其在13世纪的尼西亚帝国已经出现，但现代人对其的知识大多来源于14世纪中期的伪科迪诺斯《官职书》。根据伪科迪诺斯的说法，“持盾者”负责携带皇帝的旗帜（迪维里翁）与皇帝的盾牌（σκουτάριον），皇帝在一切公共场合出现他都要随侍，不仅限于典礼场合，战场也是一样。“持盾者”走在皇帝的前面，瓦兰吉卫队则跟在皇帝的旗帜后面。在典礼场合，还会有其他的皇帝象征物出现，但持有迪维利翁的“持盾者”总是排在第一位。唯一的例外是在皇帝访问修道院时，此时则有皇家鞋匠携带迪维利翁，伪科迪诺斯也不清楚为何会有这一特例。
在伪科迪诺斯的作品中，“持盾者”名列帝国宫廷头衔等级序次的第42位，高于“海军上将（ἀμηράλης）”，低于“首席猎人（πρωτοκυνηγός）”。他的宫廷礼服与其他中层宫廷官员类似：饰有金线刺绣的圆顶帽（σκιάδιον）、素色的丝绸长袍（卡巴迪翁）以及由金色、柠檬色丝绸制成的、饰有金线刺绣的圆顶帽（σκανανίκιον），其前面有皇帝坐宝座的肖像、后面有皇帝骑马的肖像。 
从已知的一些担任者来看，这一头衔被授予一些指挥官与财政官员。这一官职名也成为族姓，见于君士坦丁堡、哈尔基季基和特拉比松。

## 已知的“持盾者”
| 名字                                          | 任期              | 任命者             | 注释 | 来源          |
| --------------------------------------------- | ----------------- | ------------------ | --- | ------------- |
| 克西莱阿斯（Xyleas）                          | 约1256–1257年     | 狄奥多尔二世       | 被狄奥多尔二世敬重的老战士，1256年曾受命在皇帝被迫返回小亚细亚的情况下守卫普里莱普堡垒；1257年他在佩拉戈尼亚地区被塞尔维亚军队击败。 | [ 2 ] [ 10 ]  |
| 卡潘德里特斯（Kapandrites）                   | 13世纪末/14世纪初 | 安德洛尼卡二世 (?) | 有两个儿子，其中一个名为乔治，两个儿子都曾担任“持盾者”。                                                                             | [ 11 ]        |
| 霍姆诺斯（Choumnos）                          | 约1306年          | 安德洛尼卡二世     | 与“斟酒人（πιγκέρνης）”安格洛斯·塞纳海尔雷伊姆（Angelos Sennachereim）共同抵御了加泰罗尼亚佣兵团对阿德里安堡的进攻。                 | [ 2 ] [ 12 ]  |
| 卡潘德利特斯（Kapandrites）                   | 14世纪前半叶      | 未知               | “持盾者”卡潘德利特斯之子，因宫廷诗人曼努埃尔·菲莱斯为其母亲所作的葬礼诗而为人所知，诗中称他是个“不可动摇的”战士。                    | [ 13 ]        |
| 乔治·卡潘德利特斯（George Kapandrites）       | 14世纪前半叶      | 未知               | “持盾者”卡潘德利特斯之子，年幼时死于黑死病，不清楚他是否真的获得了“持盾者”头衔，因他在塞萨洛尼基的坟墓的外盖而为人所知。             | [ 14 ]        |
| 尼孔·卡潘德利特斯（Nikon Kapandrites）        | 14世纪前半叶      | 未知               | 他的石棺的正面保存在塞萨洛尼基的圣尼古拉斯堂中，该教堂可能是他创立的。                                                               | [ 15 ]        |
| 狄奥多尔·卡潘德利特斯（Theodore Kapantrites） | 约1325年          | 安德洛尼卡二世     | 皇帝与受所有人尊敬的可敬者的“家人”（οἰκεῖος），可能与一位年轻的姓卡潘德利特斯的人是同一人，因为他们的母亲都来自韦里亚。              | [ 16 ]        |
| 狄奥多尔·萨兰特诺斯（Theodore Sarantenos）    | 约1324–1325年     | 安德洛尼卡二世     | 在韦里亚附近拥有土地，是皇帝与受所有人尊敬者的“家人”（οἰκεῖος）。他的孩子均先于他去世，他于1330年作为修道士死于瓦托派季乌修道院。    | [ 17 ]        |
| 乔治·加拉巴斯（George Glabas）                | 约1342/43年       | 约翰六世           | 在1341-1347年的内战中效忠约翰六世，担任骑兵指挥官，1343年去世。                                                                      | [ 18 ]        |
| 加巴拉斯（Glabas）                            | 约1343/44年       | 约翰六世 (?)       | 1343/44年去世，可能与活跃于1329-1341年，曾任“大行政官（μέγας διοικητής）”与“普遍法官（κριταὶ καθολικοὶ）”的同名人物是同一人。        | [ 19 ] [ 20 ] |
| 塞纳海尔雷伊姆（Senachereim）                 | 约1344年          | 约翰五世 (?)       | 1344年在塞萨洛尼基的佐希亚里奥斯修道院的档案中出现。                                                                                 | [ 21 ]        |
| 安德鲁·因达内斯（Andrew Indanes）             | 1351年前          | 未知               | 在1351年前的两份有关他与克赛罗波塔莫修道院的土地纠纷的“诏书（πρόσταγμα）”中被提及。                                                  | [ 22 ] [ 23 ] |

## 引用
1. 1 2 3  ODB，"Skouterios" (A. Kazhdan), p. 1913.
2. 1 2 3 4  Guilland 1969，第85頁.
3. ↑  Verpeaux 1966，第183頁.
4. 1 2 3  Guilland 1969，第84頁.
5. ↑  Verpeaux 1966，第195–196頁.
6. ↑  Verpeaux 1966，第246–247頁.
7. ↑  Verpeaux 1966，第138頁.
8. ↑  Verpeaux 1966，第162頁.
9. ↑  PLP，26219. Σκουτέρης; 26220. Σκουτέριοι; 26221. Σκουτέριος; 26222. Σκουτέριος; 26223. Σκουτέριος, Στέφανος Ἐλταμούρης.
10. ↑  Macrides 2007，第319, 320 (note 5), 323, 328–329, 333頁.
11. ↑  PLP，11005. Καπανδρίτης.
12. ↑  PLP，30939. Xοῦμνος.
13. ↑  PLP，11006. Καπανδρίτης.
14. ↑  PLP，11008. Καπανδρίτης Γεώργιος.
15. ↑  PLP，11009. Καπανδρίτης Νίκων.
16. ↑  PLP，11010. Καπαντρίτης Θεόδωρος.
17. ↑  PLP，24906. Σαραντηνὸς Θεόδωρος.
18. ↑  PLP，93348. Γλαβᾶς Γεώργιος.
19. ↑  Guilland 1969，第85–86頁.
20. ↑  PLP，4217. Γλαβᾶς.
21. ↑  PLP，25145. Σεναχηρείμ.
22. ↑  Guilland 1969，第86頁.
23. ↑  PLP，8208. Ἰνδάνης Ἀνδρέας.